# Twój Ruch
Twój Ruch ("Jouw Beweging", afgekort TR) is een centrumlinkse Poolse politieke partij, die in 2013 is voortgekomen uit de Palikot-Beweging. De partij staat onder meer voor de legalisering van abortus, euthanasie, marihuana en geregistreerd partnerschap (ook voor mensen van hetzelfde geslacht). Verder is de partij tegen iedere inmenging van de Rooms-katholieke kerk in staatsaangelegenheden, voor opzegging van het concordaat met de Heilige Stoel uit 1993 en voor afschaffing van godsdienstonderwijs op openbare scholen. In internationaal opzicht wil Twój Ruch snelle invoering van de euro, een gemeenschappelijk Europees leger, een federale Europese staat en een actief immigratiebeleid.

## Geschiedenis
Twój Ruch werd op 6 oktober 2013 opgericht als voortzetting van de Palikot-Beweging, die in 2011 de derde plaats had behaald bij de parlementsverkiezingen. De Poolse politiek werd op dat moment al jaren gedomineerd door twee rechtse partijen, het Burgerplatform en Recht en Rechtvaardigheid (PiS). In een poging de versplintering onder de linkse partijen tegen te gaan, was eerder dat jaar de alliantie Europa Plus tot stand gekomen, waaraan naast Twój Ruch ook werd deelgenomen door de onder meer de Democratische Partij (SD), de Democratische Partij - demokraci.pl, de Poolse Partij van de Arbeid - Augustus 80 (PPP), de partij RACJA Polskiej Lewicy en een aantal voormalige leden van de Alliantie van Democratisch Links (SLD). Twój Ruch was bedoeld als stap in het proces om Europa Plus geleidelijk om te vormen tot een politieke partij. Tot de nieuwe partij traden ook Europa Plus-leider Marek Siwiec, de partij Racja en deel van de leiding van de PPP toe. Twój Ruch had op dat moment 36 zetels in de Sejm en één in het Europees Parlement, onder wie Robert Biedroń en Anna Grodzka (respectievelijk het eerste openlijk homoseksuele en het eerste transseksuele lid van de Sejm). Leider van de partij was Janusz Palikot.
Europa Plus werd echter geen succes. Bij de Europese verkiezingen van 2014 behaalde de alliantie 3,58% van de stemmen en kwam daarmee niet over de kiesdrempel. Een dag later werd Europa Plus opgeheven. In de maanden daarna viel de fractie van Twój Ruch aan een geleidelijke leegloop ten prooi, met als hoogtepunt het vertrek van 12 parlementariërs op 26 september 2014. In maart 2015 stapten opnieuw 12 van de 16 overgebleven fractieleden uit de fractie van Twój Ruch, waardoor deze ophield te bestaan. Wel werd er vervolgens een nieuwe fractie opgericht onder de naam "Palikot-Beweging". Palikot zelf behaalde bij de presidentsverkiezingen van 2015 nog slechts 1,42% van de stemmen.
Op 20 juni 2015 voerde de partij een duo-voorzitterschap in. Naast Palikot werd ook Barbara Nowacka, een bekend feministe en dochter van Izabela Jaruga-Nowacka, partijvoorzitter. Kort daarna sloot Twój Ruch een verkiezingsalliantie met onder meer de SLD en de Unia Pracy onder de naam Zjednoczona Lewica ("Verenigd Links") en Nowacka werd op 4 oktober verkozen tot leider hiervan. Bij de parlementsverkiezingen op 25 oktober 2015 behaalde deze uiteindelijk 7,60% van de stemmen en bleef daarmee onder de kiesdrempel van 8%, die voor coalities van partijen gold. Hiermee verdwenen zowel Twój Ruch als de SLD uit het Poolse parlement.